# Эскадренные миноносцы типа «Замволт»
Эскадренные миноносцы типа «Замволт» (англ. Zumwalt class destroyers) — новый тип эскадренных миноносцев ВМС США с ракетным вооружением (также ранее известный как DD(X)), с упором на атаки береговых и наземных целей. Этот тип является уменьшенной версией кораблей программы DD-21.
Первый эсминец класса «Замволт», DDG-1000, был спущен на воду 29 октября 2013 года.
Основным оружием эсминцев данной серии являются 80 крылатых ракет «Томагавк» и артиллерийские системы, что предопределяет основную задачу эсминцев по поддержке сухопутных войск атаками береговых целей.
В корабле используется перспективная система управления всеми вооружениями через TSCE-I фирмы Raytheon с отказом от концепции локальных компьютерных систем. Эсминец имеет средства малозаметности, уменьшающие его ЭПР в 50 раз.
Программа названа в честь адмирала, руководителя военно-морскими операциями Элмо Р. Замволта.

## История проектирования и строительства
Среди разрабатываемых военных кораблей США DDG-1000 должен предшествовать Littoral Combat Ship и, возможно, следовать за крейсером CG(X), конкурируя с противовоздушным CVN-21. Программа DDG-1000 является результатом значительной реорганизации программы DD21, бюджет которой был сокращён конгрессом более чем на 50 % (в рамках программы SC21 1990-х годов).
Первоначально военно-морские силы надеялись построить 32 таких эсминца. Позднее это число было уменьшено до 24, а потом и до семи из-за высокой стоимости новых экспериментальных технологий, которые должны быть включены в эсминец. Палата представителей США скептически относилась к этой программе ввиду проблем корабля с системами ПРО, о чём рассказано ниже, а также более низкой скрытностью и намного меньшей загрузкой крылатых ракет, чем у подводных лодок «Огайо». Старые переоборудованные подлодки класса «Огайо» способны нести 154 крылатые ракеты против 80 ракет у «Замволт», а стоимость переоборудования старой АПЛ более чем в два раза ниже. Поэтому первоначально были выделены деньги только на строительство одного DDG-1000 для «демонстрации технологии».
Начальное финансирование для эсминца было включено в «National Defense Authorization Act» 2007 года.
В 2007 году были выделены 2,6 млрд долларов для финансирования и строительства двух эсминцев класса «Замволт».
14 февраля 2008 года корпорация Bath Iron Works была выбрана для строительства USS Zumwalt с номером DDG-1000, а Northrop Grumman Shipbuilding — для строительства DDG-1001 ценой по 1,4 млрд долларов за каждый. Согласно изданию Defense Industry Daily, стоимость может увеличиться до 3,2 млрд долларов за каждое судно, плюс 4,0 млрд долларов будет стоить жизненный цикл каждого корабля.
22 июля 2008 было принято решение о строительстве лишь двух подобных эсминцев. Через несколько недель было принято решение о строительстве третьего эсминца этого типа.
| Название                                             | Номер | Судоверфь       | Закладка       | Спуск на воду   | Вступление в строй |
| ---------------------------------------------------- | ----- | --------------- | -------------- | --------------- | ------------------ |
| «Замволт» USS Zumwalt (DDG-1000)                     | 1000  | Bath Iron Works | 17 ноября 2011 | 29 октября 2013 | 16 октября 2016    |
| «Майкл Монсур» USS Michael Monsoor (DDG-1001)        | 1001  | Bath Iron Works | 23 мая 2013    | 21 июня 2016    | 26 января 2019     |
| «Линдон Б. Джонсон» USS Lyndon B. Johnson (DDG-1002) | 1002  | Bath Iron Works | 30 января 2017 | 9 декабря 2018  |                    |

После принятия в строй эсминцы типа «Замволт» будут эксплуатироваться вместе с эсминцами типа «Арли Бёрк».
7 декабря 2015 года первый из трёх эсминцев, «Замволт», оцениваемый к этому времени в 4,4 млрд долларов, вышел в море для ходовых испытаний.
20 мая 2016 года были подписаны документы о передаче ВМС США головного корабля DDG-1000.
Стоимость строительства всех трёх эсминцев оценивается в 12,73 миллиарда долларов. Полная стоимость программы, включающая в себя, помимо затрат на строительство кораблей, затраты на исследования и разработку, оценивается в примерно 22,5 миллиарда долларов.
В ноябре 2017 года стало известно, что США частично сокращают финансирование проекта за счёт отказа от создания некоторых систем для последующих судов серии. В частности, откажутся от общей судовой вычислительной среды и вертикальной системы запуска ракет Mk57.

## Конструкция
Водоизмещение корабля приближается к 15 тыс. тонн, что делает «Замволты» крупнейшими современными неавианесущими боевыми кораблями в мире после советских/российских атомных ракетных крейсеров проекта 1144, водоизмещение которых достигает 26 тыс. тонн. Из новейших эсминцев «Замволт» является самым крупным по водоизмещению, крупнее китайских эскадренных миноносцев типа 055, хотя «Замволт» уступает Типу 055 по числу ячеек УПВ для ракет (80 против 112) и количеству вертолетов. Также построено 4 эсминца проекта 055 и всего 8 запланировано у ВМФ КНР, против 3-х «Замволтов»
В удлинённом носу корабля имеется бульб.
На эсминце предусмотрено базирование вертолёта и беспилотных аппаратов.

### Система управления судном
Благодаря высокой степени автоматизации экипаж корабля составит только 140 человек. Принципиальное отличие «Замволта» от других судов явилась единая БИУС TSCE-I фирмы Raytheon.

### Энергетическая установка
В «Замволте» использован метод универсальной энергетической установки «турбина—генератор—электродвигатель», известной с подводных лодок «Огайо»: двигатель вращает только электрогенераторы и далее все потребители энергии, от РЛС до двигателей, которые крутят винты судна — электрические..
Вместо ядерного реактора у «Замволтов» используется дизель-газотурбинный двигатель.
Часть аналитиков указывает, что, возможно, выбор единой энергетической установки был связан с экспериментальной пушкой на базе рельсотрона, которой требовалось крайне много электрической энергии. Но данное орудие ещё не прошло испытания и не установлено на корабле — применена традиционная пушка.

### Вооружение
Крылатые ракеты
Основным вооружением корабля являются 20 универсальных пусковых установок Mk-57 суммарной ёмкостью 80 ракет. Основной ракетой предполагается «Томагавк». Ракеты размещены вдоль бортов в установках вертикального пуска PVLS. По мнению конструкторов, это повышает живучесть корабля, так как при внештатном взрыве ракеты он происходит не внутри корабля, а на борту с выбросом основной энергии взрыва за борт..
Артиллерийская установка «сухопутного» калибра
Для эсминца обсуждались прототипы самых экзотических технологий артсистем, включая рельсотрон, но в итоге остановились на 155-мм артиллерийских установках нетрадиционной активно-реактивной схемы, что обеспечивает повышенную дальность до 148 км (LRLAP). На таком расстоянии артиллерия способна точно попасть в цель только управляемыми снарядами, причём точность требуется выше, чем у крылатых ракет, так как масса боевой части намного меньше.
Для достижения дальности 148 км пришлось удлинить ракетную часть активно-реактивного снаряда артсистемы, и поэтому он не помещается целиком в люльку артиллерийского затвора. Орудие «Замволта» для перезаряжания должно занять каждый раз вертикальную позицию.
Но основная причина критики со стороны Пентагона состоит в том, что стоимость одного управляемого снаряда для орудия достигла 0,8—1,2 млн долларов, а с учётом амортизации и текущих ремонтов орудия стоимость выстрела достигла 2 миллиона долларов. Иными словами, снаряд «Замволта» стал дороже крылатой ракеты «Томагавк», имеющей на порядок бо́льшую дальность и мощность (вес) доставляемого боеприпаса. Командование ВМФ США также усомнилось в программе LRLAP и в бюджеты 2016 и 2017 годов не включило закупки снарядов для артиллерийской системы, и всем трём планируемым эсминцам серии «Замволт» доступно только 100 снарядов, выпущенных производителем за 120 млн долларов в 2009 году.
В 2016 году командование ВМФ США рассматривало отказ от орудий LRLAP или смену боеприпасов, так как текущая стоимость снарядов «неприемлема».

### Стелс-средства
Корабль выполнен с плоскими скошенными поверхностями для отражения излучения от вражеских РЛС в небо, нос судна скошен как волнорез также в небо, так как острая кромка носа судна является сильным отражателем радиоволн. Сразу множество американских экспертов в судостроении заявили, что профиль с завалом бортов (tumblehome) делает «Замволт» опасным для экипажа из-за сниженной остойчивости, и при сильной бортовой качке судно может перевернуться.
Поэтому критической является бесперебойная работа силовой установки корабля для «динамической стабильности судна» за счёт движения, так как при поломке двигателя неподвижное судно может быть неостойчивым.
В ответ на эту критику конструкторы корабля создали уменьшенную копию «Замволта» с электрическим двигателем и демонстрировали эту модель заказчикам ВМФ США, доказав, что корабль устойчив.
Острые углы и особенно детали надстроек являются сильно демаскирующими отражающими предметами, поэтому многие элементы надстройки хотя и выглядят под краской металлическими, но на самом деле выполнены из пробкового дерева (бальсы). При сооружении надстройки также использовались панели из пробкового дерева, но, по заявлению конструкторов, не для стелс-средств, а для теплоизоляции.
Для предотвращения отражения от мелких выступов на поверхностях судно покрашено ферритовой краской, обладающей частичными свойствами радиопоглощающего материала.
За счёт указанных средств эффективная площадь рассеяния (ЭПР) корабля снижена в 50 раз, что не делает его, конечно, «невидимым», но для РЛС корабль выглядит, несмотря на его большие исходные размеры, примерно как небольшая фелука, сделанная из металла. Существенный момент, что доктрина США подразумевает действие эсминцев в составе Авианосной ударной группы (АУГ).  При этом и сам авианосец и другие эсминцы сопровождения класса "Арли Берк" не являются стелс-судами, поэтому местонахождение «Замволт» довольно точно обнаруживается по своей АУГ. Это в известном смысле лишало Замволт стелс-преимуществ от сокращения дистанции его обнаружения, что послужило одной из причин отмены программы
ЭПР формулируется для традиционных радаров X-диапазона (Сантиметровые волны).

## Служба
Происшествия
21 ноября 2016 года у DDG-1000 произошёл отказ главной силовой установки во время прохождения корабля из Атлантического океана в Тихий океан через Панамский канал, на пути в порт Сан-Диего. Морская вода проникла в два из четырёх подшипников, соединяющих продвинутые индукционные бортовые двигатели корабля с его приводными валами. Оба приводных вала вышли из строя, и «Замволт» врезался в стены канала, что привело к незначительному косметическому ущербу. Корабль был отбуксирован для ремонта на военно-морскую базу Васко Нуньес де Бальбоа (бывшую военно-морскую базу США) в пригороде Панамы. После ремонта корабль продолжил свой путь до военно-морской базы Сан-Диего. По прибытии судна в Сан-Диего была обнаружена утечка в системе охлаждения смазки, но причину утечки установить так и не удалось.
В декабре 2017 года DDG-1000 прервал испытания и вернулся в верфи, расположенные в штате Мэн. Причиной этого стало то, что через день после отправления с верфи у эсминца «отказали фильтры гармоник, защищающие чувствительное электрооборудование от нежелательных колебаний мощности», в результате у корабля исчезла возможность использовать сложную электрическую сеть при высоких нагрузках.
В начале декабря 2021 года волну широкого обсуждения в сети вызвали фото новейшего эсминца «Замволт», опубликованные изданием The Drive. На опубликованных фотографиях видно, что эсминец приобрел желтый оттенок, а некоторые элементы облицовки обесцветились или вовсе отвалились. Таким образом современный корабль приобрёл непрезентабельный вид старого ржавого корабля.